# Jelito (jezioro)
Jelito – jezioro w województwie lubuskim, w powiecie krośnieńskim, w gminie Krosno Odrzańskie, położone w całości na obszarze Gryżyńskiego Parku Krajobrazowego.

## Położenie i opis
Jelito położone jest we wschodniej części powiatu krośnieńskiego, w mezoregionie Dolina Środkowej Odry. Jelito jest naturalnym zbiornikiem wodnym powstałym w okresie zlodowacenia bałtyckiego na skutek wytopienia się bryły martwego lodu.
Jezioro otoczone jest lasami. Brzeg zachodni i wschodni jest stromy, piaszczysty i twardy. Przez jezioro przepływa z północy na południe potok Gryżynka, jego rynna jest zabagniona i silnie zmeliorowana. Różnica przepływu pomiędzy dopływem, a odpływem, dowodzi że jezioro jest zasilane również wodami podziemnymi. Najbliżej położoną miejscowością jest oddalona kilkaset metrów na zachód wieś Szklarka Radnicka. Nieco na północ od jeziora znajduje się mniejsze jezioro Jatnik.

## Hydronimia
W 1933 roku jezioro nazywane było Gelud See, następnie zostało przemianowane na Griesel See. 17 września 1949 roku wprowadzono nazwę Jelito. Obecnie państwowy rejestr nazw geograficznych jako nazwę urzędową jeziora podaje Jelito, nie wymieniając nazw obocznych. W dokumentacji Wojewódzkiego Inspektoratu Ochrony Środowiska jezioro jest dodatkowo określane jako Giełt, Giełd, Głębokie.

## Morfometria
Według danych Instytutu Rybactwa Śródlądowego powierzchnia zwierciadła wody jeziora wynosi 49,9 ha, natomiast A. Choiński, poprzez planimetrowanie na mapach 1:50 000, określił wielkość jeziora na 40,0 ha.
Średnia głębokość zbiornika wodnego według różnych źródeł to 9,8 m lub 13,6 m. Plany batymetryczne z roku 1958 wskazują głębokość 36,3 m, co nie zostało potwierdzone podczas współczesnych pomiarów elektronicznych za pomocą echosondy w latach 1997 i 2002. Inspektorzy WIOS ustalili maksymalną głębokość jeziora na 23,0 m. Tak znaczna różnica w wynikach pomiarów, tłumaczona jest możliwością istnienia w akwenie podwójnego dna, czyli warstwy osadów dennych, oderwanych od rzeczywistego dna jeziora, przez gazy pochodzące z rozkładającej się materii organicznej. Objętość jeziora według IRŚ wynosi 4937,8 tys. m³. Maksymalna długość jeziora to 1385 m, a szerokość 550 m. Długość linii brzegowej wynosi 3520 m.
Według Atlasu jezior Polski (red. J. Jańczak, 1996) lustro wody znajduje się na wysokości 43,9 m n.p.m., natomiast według numerycznego modelu terenu udostępnionego przez Geoportal lustro wody znajduje się na wysokości 44,4 m n.p.m.
Według Mapy Podziału Hydrograficznego Polski jezioro leży na terenie zlewni piątego poziomu Gryżynka do Kozłowca (l). Identyfikator MPHP to 15921.

## Zagospodarowanie
Gospodarkę rybacką na jeziorze prowadzi Polski Związek Wędkarski Okręg w Zielonej Górze. Ze względu na typologię rybacką jest to jezioro typu leszczowego. Akwen jest słabo zagospodarowany turystycznie, w 2002 roku nie znajdował się nad nim żaden ośrodek wypoczynkowy, wymieniono jednakże jedno ogólnodostępne kąpielisko.

## Czystość wód i ochrona środowiska
Według danych Wojewódzkiego Inspektoratu Ochrony Środowiska w roku 2002 wody jeziora charakteryzowały się III klasą czystości. Na podstawie badań wykazano, że decydujący wpływ na złą jakość wód miało stężenie substancji organicznych wyrażonych wskaźnikiem BZT5, przekroczone zostały też stężenia fosforanów oraz chlorofilu A. Zły stan wód zbiornika, wobec dobrej jakości wód niesionych przez potok Gryżynka, tłumaczono zasilaniem jeziora substancjami biogennymi i mineralnymi zgromadzonymi w osadach dennych, jako dodatkową prawdopodobną przyczynę podano złą jakość wód podziemnych przedostających się do akwenu.
Jezioro zostało zakwalifikowane jako dość odporne na degradujące wpływy zewnętrzne, w związku z czym zostało zaliczone do II kategorii podatności na degradację. Pozytywny wpływ na ten wskaźnik ma wysoka średnia głębokość, przewaga lasów w zlewni bezpośredniej oraz niska wartość współczynnika Schindlera, obrazującego wielkość zlewni w stosunku do objętości jeziora. Problemem była natomiast niewielka objętość akwenu w porównaniu do długości jego linii brzegowej oraz wysoki procent wymiany wód w ciągu roku.
Przeźroczystość wód jeziora wynosiła w 2002 roku w zależności od miesiąca pomiarów średnio 1,2–1,3 metra.
Jezioro znajduje się na terenie Gryżyńskiego Parku Krajobrazowego oraz w granicach obszaru specjalnej ochrony siedlisk Natura 2000 Rynna Gryżyny PLH080067.